# Vanessa Boslak
Vanessa Boslak (* 11. Juni 1982 in Lesquin) ist eine ehemalige französische Leichtathletin, die sich auf den Stabhochsprung spezialisiert hat. Sie war lange Zeit Inhaberin des Landesrekordes und 2012 feierte sie mit dem Gewinn der Silbermedaille bei den Hallenweltmeisterschaften in Istanbul ihren größten sportlichen Erfolg.

## Sportliche Laufbahn
Erste Erfahrungen bei internationalen Wettkämpfen sammelte Vanessa Boslak im Jahr 1998, als sie bei den Juniorenweltmeisterschaften in Annecy mit übersprungenen 4,00 m den sechsten Platz belegte. Im Jahr darauf gewann sie bei den erstmals ausgetragenen Jugendweltmeisterschaften in Bydgoszcz mit 4,00 m die Bronzemedaille und auch bei den Juniorenweltmeisterschaften 2000 in Santiago de Chile gewann sie mit 4,10 m die Bronzemedaille. 2001 sicherte sie sich dann bei den Junioreneuropameisterschaften in Grosseto mit 4,15 m die Bronzemedaille und im Jahr darauf gelangte sie bei den Europameisterschaften in München mit 4,20 m auf den elften Platz. 2003 blieb sie bei den Hallenweltmeisterschaften in Birmingham im Finale ohne eine gültige Höhe und anschließend gewann sie bei den U23-Europameisterschaften in Bydgoszcz mit einer Höhe von 4,40 m die Silbermedaille hinter der Russin Jelena Issinbajewa. Daraufhin schied sie bei den Weltmeisterschaften in Paris mit 4,15 m in der Qualifikationsrunde aus und belegte dann beim IAAF World Athletics Final in Monaco mit 4,25 m den siebten Platz. 2004 belegte sie bei den Hallenweltmeisterschaften in Budapest mit 4,50 m den fünften Platz und im August nahm sie erstmals an den Olympischen Sommerspielen in Athen teil und klassierte sich dort mit 4,40 m im Finale auf dem sechsten Platz. Anschließend belegte sie beim IAAF World Athletics Final in Monaco mit 4,35 m den siebten Platz. 
2005 verpasste sie bei den Halleneuropameisterschaften in Madrid mit 4,30 m den Finaleinzug und Ende Juni siegte sie mit übersprungenen 4,40 m bei den Mittelmeerspielen in Almería. Daraufhin gelangte sie bei den Weltmeisterschaften in Helsinki mit 4,35 m im Finale auf den achten Platz, ehe sie beim IAAF World Athletics Final in Monaco mit 4,50 m Vierte wurde. Im Jahr darauf belegte sie bei den Hallenweltmeisterschaften in Moskau mit 4,65 m den fünften Platz und im August schied sie bei den Europameisterschaften in Göteborg mit 4,15 m in der Vorrunde aus. 2007 wurde sie bei den Halleneuropameisterschaften in Birmingham mit 4,23 m Sechste und Ende August belegte sie bei den Weltmeisterschaften in Osaka mit 4,70 m im Finale den fünften Platz. Daraufhin wurde sie beim IAAF World Athletics Final in Stuttgart mit einer Höhe von 4,60 m Achte. Im Jahr darauf nahm sie erneut an den Olympischen Sommerspielen in Peking teil und gelangte dort mit 4,55 m im Finale auf den neunten Platz.
Nach einer zweijährigen Wettkampfpause kehrte sie 2011 mit einer kurzen Saison wieder in den Spitzensport zurück. Im Jahr darauf gewann sie bei den Hallenweltmeisterschaften in Istanbul mit übersprungenen 4,70 m die Silbermedaille hinter der Russin Jelena Issinbajewa. Ende Juni belegte sie bei den Europameisterschaften in Helsinki mit 4,50 m den sechsten Platz, ehe sie bei den Olympischen Sommerspielen in London mit 4,30 m im Finale auf den zehnten Platz gelangte. 2014 schied sie bei den Europameisterschaften in Zürich mit 4,25 m in der Qualifikationsrunde aus und 2016 nahm sie zum vierten Mal an den Olympischen Sommerspielen in Rio de Janeiro teil und verpasste dort mit 4,30 m ebenfalls den Finaleinzug. Daraufhin beendete sie ihre aktive sportliche Karriere im Alter von 34 Jahren.
In den Jahren 2001 und von 2003 bis 2005 sowie 2007, 2012 und 2014 wurde Boslak französische Meisterin im Stabhochsprung im Freien sowie 1999 und 2001, von 2003 bis 2008 und 2012 und 2016 in der Halle.